# Konar Takhteh
Konār Takhteh (farsi کنارتخته) è una città dello shahrestān di Kazerun, circoscrizione di Khesht e Kamaraj, nella provincia di Fars. Aveva, nel 2006, una popolazione di 6.690 abitanti. 